# 加色丁禮天主教巴格達總教區
加色丁禮天主巴格達總教區（拉丁語：Archieparchia Babylonensis Chaldaeorum）是伊拉克一個東儀天主教（加色丁禮）總教區，教座位首都巴格達。是伊拉克兩個加色丁禮都主教區之一。
總教區成立於1830年7月5日。2007年有十八個堂區、廿六名司鐸，135,000位教友。現任教區總主教為路易斯·拉菲爾一世·薩科。